# Adiantum
Genre
Adiantum est un genre d'environ 200 espèces de fougères de la famille des Pteridaceae.
Le nom de ce genre vient du grec et signifie « non humide », ce qui fait allusion à la capacité des frondes de laisser couler l'eau sans être mouillées.

## Description
Ces fougères ont une apparence caractéristique, avec des stipes et des rachis sombres, souvent noirs et le tissu de feuille d'un vert brillant souvent délicatement découpé. Les sores sont portés près des bords et recouverts par les replis de tissu de feuille qui ressemblent à de l'indusie. Le dimorphisme entre les frondes stériles et les frondes fertiles est généralement peu marqué.
Elles préfèrent généralement les emplacements riches en humus, moites, bien égouttés, allant des sols bas alluviaux aux murs de roche verticaux. Beaucoup d'espèces sont surtout connues pour pousser sur les parois de roche autour des cascades et des zones où suinte l'eau.
La plus grande diversité d'espèces se rencontre dans les Andes en Amérique du Sud. Une assez grande diversité se trouve aussi en Asie orientale, avec près de 40 espèces en Chine.
Deux espèces sont communément natives dans l'Est des États-Unis, et l'une d'elles est commune en Europe occidentale. L'Adiante pédalée (Adiantum pedatum) est une espèce typiquement américaine, avec une forme de fronde extrêmement caractéristique et une fronde bifurcante qui rayonne des folioles sur un côté seulement (voir la photo). Elle pousse de l'Amérique du Nord subarctique jusque tout au sud aux États-Unis. L'autre espèce américaine, qui pousse aussi en Europe, est le Capillaire de Montpellier (Adiantum capillus-veneris). Cette fougère est strictement une espèce du sud aux États-Unis et, en Europe, est confinée aux franges douces et humides de l'Atlantique, y compris l'Ouest des îles Britanniques. Une espèce dans l'Ouest des États-Unis, spécialement en Californie, est Adiantum jordanii.
Il y a en Nouvelle-Zélande une riche flore d'Adiantum avec trois espèces endémiques (Adiantum cunninghamii, Adiantum viridescens et Adiantum fulvum) avec au total dix espèces enregistrées. Beaucoup d'entre elles sont communes surtout dans l'Ouest et dans le Sud des îles.
Un grand nombre d'espèces sont cultivées pour le commerce horticole, y compris les deux espèces mentionnées, aussi bien qu'un certain nombre d'espèces tropicales, y compris Adiantum raddianum et Adiantum peruvianum.

Adiantum raddianum
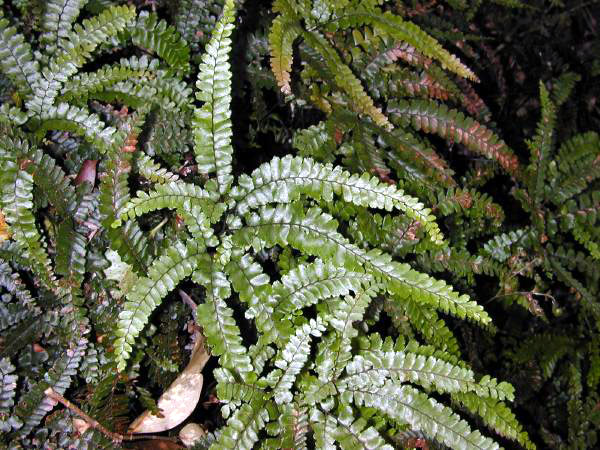
Adiantum hispidulum
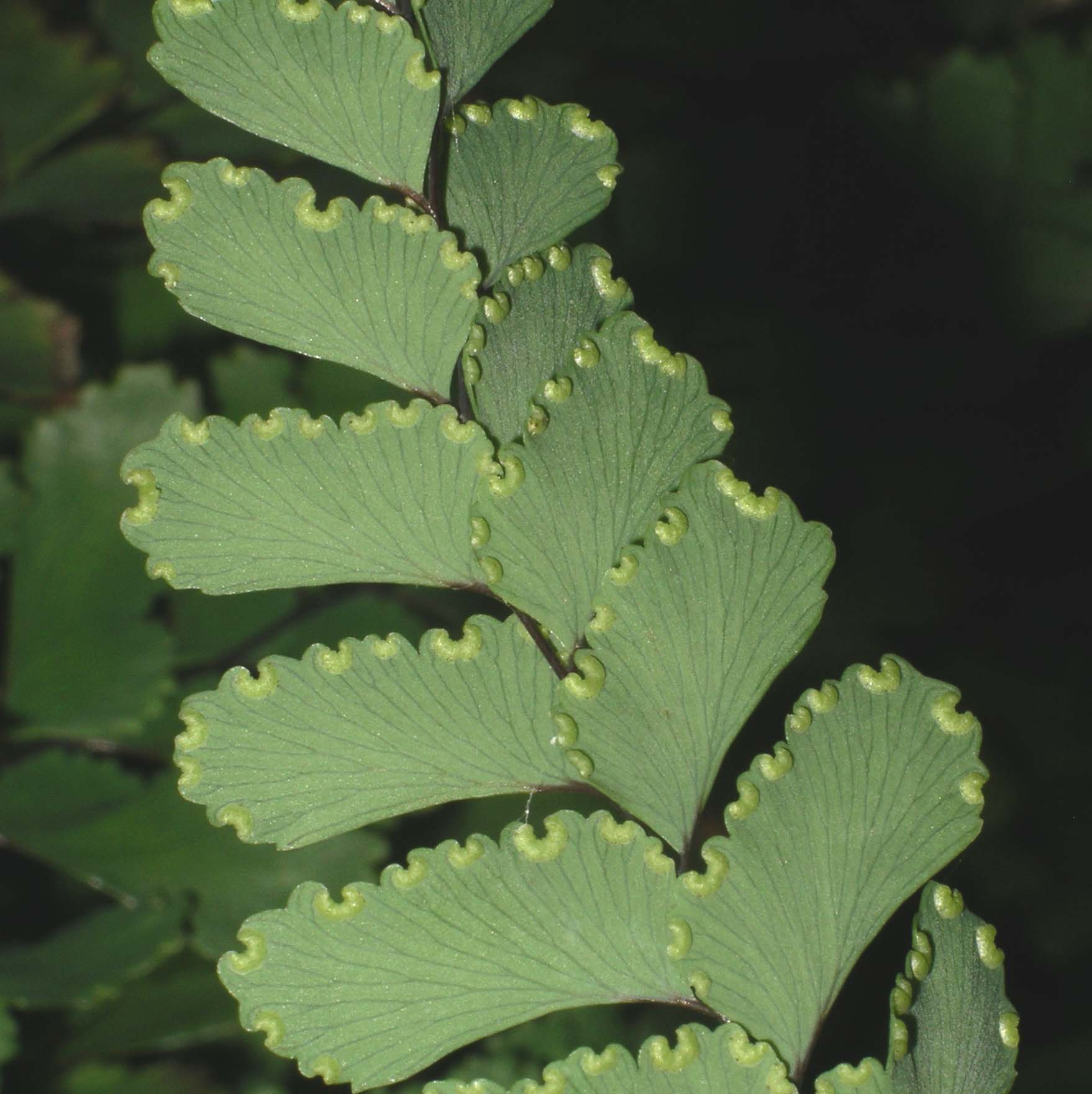
Adiantum cunninghamii
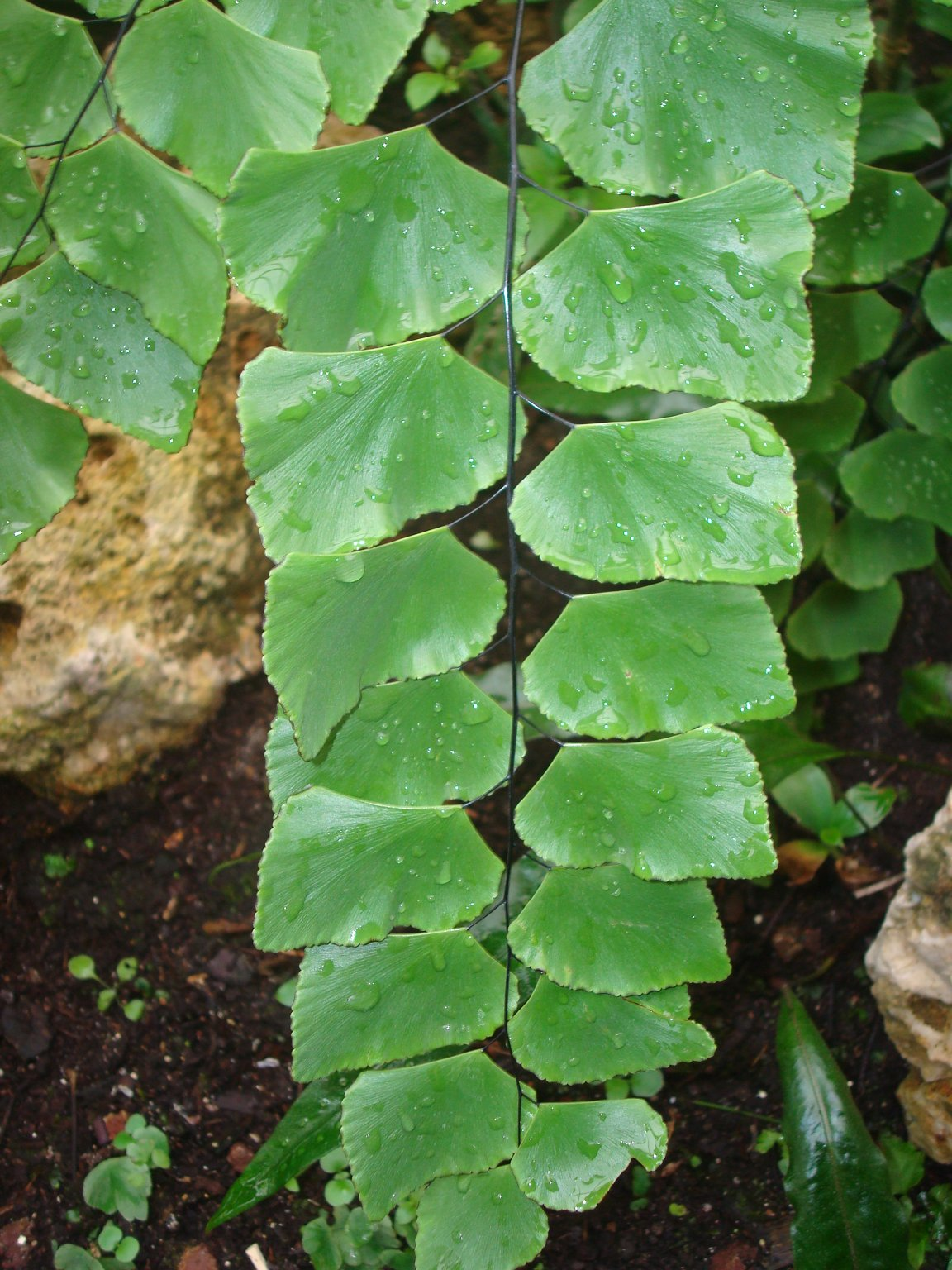
Adiantum peruvianum
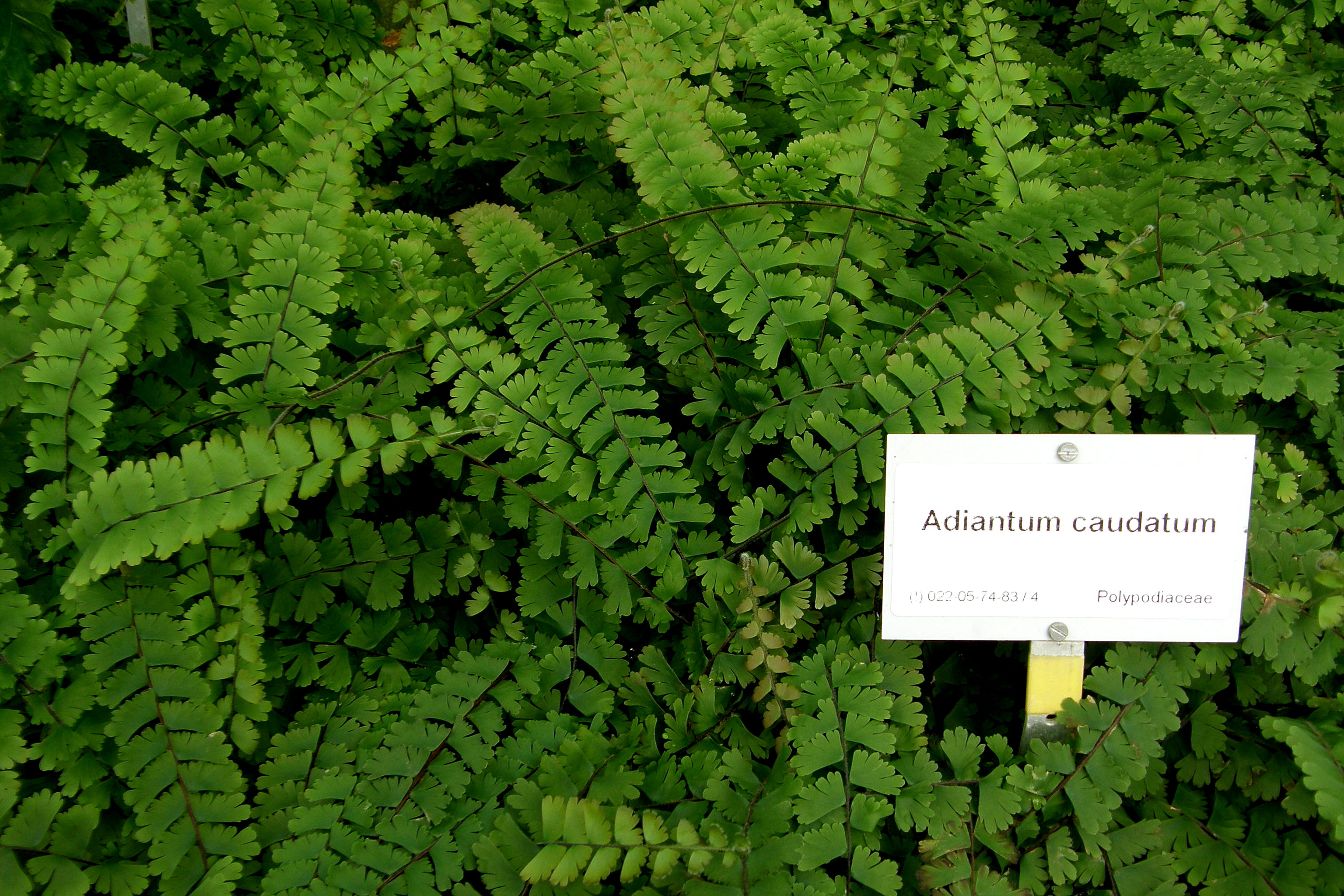
Adiantum caudatum
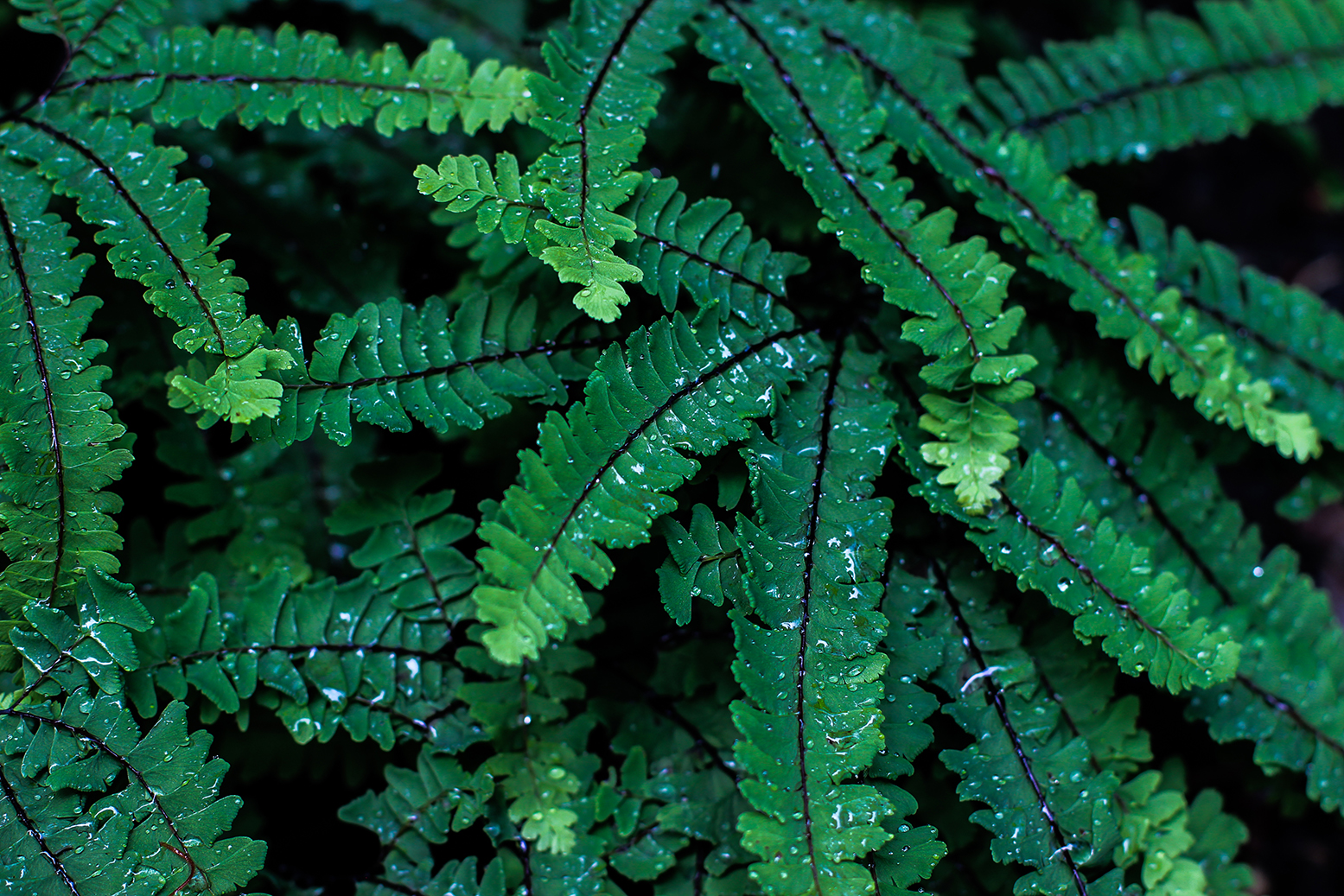
Adiantum pedatum

## Liste d'espèces
- Adiantum abscissum
- Adiantum aculeolatum
- Adiantum adiantoides
- Adiantum aethiopicum L.
- Adiantum alarconianum
- Adiantum aleuticum (Rupr.) Paris
- Adiantum amazonicum
- Adiantum amblyopteridium
- Adiantum amelianum
- Adiantum anceps Maxon & Morton
- Adiantum aneitense
- Adiantum angustatum
- Adiantum annamense
- Adiantum atroviride
- Adiantum bellum
- Adiantum bessoniae
- Adiantum blumenavense
- Adiantum boliviense
- Adiantum bonatianum
- Adiantum bonii
- Adiantum brasiliense
- Adiantum breviserratum
- Adiantum calcareum
- Adiantum capillus-junonis
- Adiantum capillus-veneris L.
- Adiantum caudatum L.
- Adiantum celebicum
- Adiantum christii
- Adiantum comoroense
- Adiantum concinnum Humb. et Bonpl. ex Willd.
- Adiantum coreanum
- Adiantum crespianum
- Adiantum cultratum
- Adiantum cuneatiforme
- Adiantum cuneatum
- Adiantum cunninghamii
- Adiantum cupreum
- Adiantum curvatum
- Adiantum davidii
- Adiantum deltoideum Sw.
- Adiantum diaphanum
- Adiantum dioganum
- Adiantum diphyllum
- Adiantum discretodenticulatum
- Adiantum dissimulatum
- Adiantum dolosum Kunze
- Adiantum edgeworthii
- Adiantum elegantulum
- Adiantum emarginatum
- Adiantum erylliae
- Adiantum erythrochlamys
- Adiantum excisum
- Adiantum fengianum
- Adiantum fimbriatum
- Adiantum flabellulatum
- Adiantum formosum
- Adiantum fossarum
- Adiantum fragile Sw.
- Adiantum fragrans
- Adiantum fructosum
- Adiantum fulvum
- Adiantum gertrudis
- Adiantum gibbosum
- Adiantum gingkoides
- Adiantum glabrum
- Adiantum glaureosum
- Adiantum glaucescens
- Adiantum glaucinum
- Adiantum glaziovii
- Adiantum gomphophyllum
- Adiantum gracile
- Adiantum gravesii
- Adiantum grossum
- Adiantum hirsutum Bory
- Adiantum hispidulum Sw.
- Adiantum hollandiae
- Adiantum hornei
- Adiantum hosei
- Adiantum imbricatum
- Adiantum incertum
- Adiantum incisum
- Adiantum intermedium
- Adiantum jordanii C.Muell.
- Adiantum juxtapositum
- Adiantum kendalii
- Adiantum kingii
- Adiantum klossii
- Adiantum lamrianum
- Adiantum latifolium Lam.
- Adiantum lenvingei
- Adiantum lianxianense
- Adiantum lindenii
- Adiantum lonrentzii
- Adiantum lucidum (Cav.) Sw.
- Adiantum lunulatum
- Adiantum macrocladum
- Adiantum macrophyllum Sw.
- Adiantum madagascariense
- Adiantum malaliense
- Adiantum malesianum
- Adiantum mariesii
- Adiantum mcvaughii
- Adiantum melanoleucum Willd.
- Adiantum mendoncae
- Adiantum menglianense
- Adiantum mettenii
- Adiantum mindanaense
- Adiantum monochlamys
- Adiantum monosorum
- Adiantum multisorum
- Adiantum myriosorum
- Adiantum neoguineense
- Adiantum novae-caledoniae
- Adiantum nudum
- Adiantum oaxacanum
- Adiantum obliquum Willd.
- Adiantum ogasawarense
- Adiantum opacum
- Adiantum ornithopodum
- Adiantum ovalescens
- Adiantum palaoense
- Adiantum papillosum
- Adiantum paraense
- Adiantum patens
- Adiantum pearcei
- Adiantum pedatum L.
- Adiantum pentadactylon
- Adiantum peruvianum
- Adiantum petiolatum Desv.
- Adiantum philippense
- Adiantum phyllitidis
- Adiantum platyphyllum
- Adiantum poiretti
- Adiantum polyphyllum
- Adiantum pseudotinctum
- Adiantum pulchellum
- Adiantum pulcherrimum
- Adiantum pulverulentum L.
- Adiantum pumilum
- Adiantum pyramidale (L.) Willd.
- Adiantum raddianum K. Presl
- Adiantum rectangulare
- Adiantum reniforme
- Adiantum rhizophorum
- Adiantum robinsonii
- Adiantum roborowskii
- Adiantum rondoni
- Adiantum rubellum
- Adiantum rufopetalum
- Adiantum scabrum
- Adiantum schmalzii
- Adiantum schmidtchenii
- Adiantum schweinfurthii
- Adiantum seemannii
- Adiantum semiorbiculatum
- Adiantum senae
- Adiantum serratifolium
- Adiantum siamense
- Adiantum silvaticum
- Adiantum soboliferum
- Adiantum sordidum
- Adiantum stenochlamys
- Adiantum stolzii
- Adiantum subcordatum
- Adiantum tenerum Sw.
- Adiantum tenuissimum
- Adiantum tetragonum
- Adiantum tetraphyllum Humb. & Bonpl. ex Willd.
- Adiantum thalictroides
- Adiantum ×tracyi C.C.Hall ex W.H.Wagner
- Adiantum trapeziforme L.
- Adiantum tricholepis Fée
- Adiantum trilobum
- Adiantum tripteris
- Adiantum venustum
- Adiantum villosissimum
- Adiantum villosum L.
- Adiantum viridescens
- Adiantum viridimontanum Paris
- Adiantum vivesii Proctor
- Adiantum wattii
- Adiantum wilsonii Hook.
- Adiantum windischii
- Adiantum zollingeri